# Frankopan
Los Frankopan (Frankapan, Frangepán en húngaro, y Frangipani en italiano) son una familia noble croata. 
Se les conoce así desde la primera mitad del siglo XV por su afinidad con la familia patricia romana Frangipani, que convirtió el Coliseo de Roma de la ciudad fortaleza. Se empezaron a conocer desde el año 1133 como señores de la isla de Krk.
- Datos: Q943292
- Multimedia: Frankopan family / Q943292